# Psilocera babiae
Psilocera babiae är en stekelart som beskrevs av De Santis 1972. Psilocera babiae ingår i släktet Psilocera och familjen puppglanssteklar. Inga underarter finns listade i Catalogue of Life.